# Difosfagermyleny

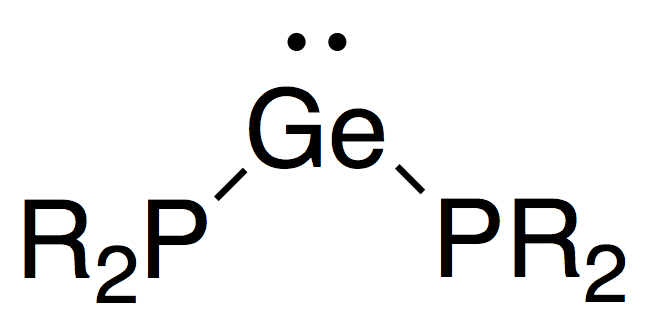
Obecný vzorec difosfagermylenu

Difosfagermyleny jsou sloučeniny obsahující dvouvazný atom germania navázaný na dva atomy fosforu. I když se tyto sloučeniny strukturou podobají diamidokarbenům, jako jsou N-heterocyklické karbeny, tak jsou vlastnosti jejich vazeb jiné než u diamidokarbenů. Na rozdíl od N-heterocyklických karbenů, které mají výrazné N-C p(π)-p(π) překryvy volných elektronových párů rovinných dusíků a prázdných p-orbitalů karbenů, tak molekuly s P-Ge p(π)-p(π) překryvy jsou vzácné. Do roku 2014 byly geometrie atomů fosforu u všech dosud popsaných difosfatetrylenů pyramidové, s velmi slabými P-Ge p(π)-p(π) interakcemi. Nepřítomnost p(π)-p(π) ve vazbách Ge-P je pravděpodobně způsobena vysokou energetickou bariérou související s dosažením rovinné geometrie u fosforu, která by umožňovala účinný p(π)-p(π) překryv volného páru fosforu a prázdného orbitalu p u germania. Způsobená absence π-stabilizace tak tímto způsobem ztěžuje izolace difosfagermylenů a sloučenin s dvojnými vazbami Ge-P. Izolace difosfagermylenů s rovinnými fosfory je možná, pokud  jsou na nich navázány skupiny vytvářející silné sterické efekty; tyto sloučeniny mají i významné P-Ge p(π)-p(π) interakce.

## Příprava

### Příprava difosfagermylenů obsahující pouze σ vazby P-Ge
Reakcemi stericky zatížených lithných (fluorosilyl)silylfosfanidů s jodidem germanatým (GeI2) vznikají zelené krystaly.
Vlastnosti těchto produktů byly prozkoumány vícejadernou NMR a ultrafialovo-viditelnou spektroskopií. Výpočty elektronové struktury difosfagermylenu odpovídaly experimentálně zjištěným hodnotám elektronových přechodů. Krystalová struktura zkoumána nebyla.

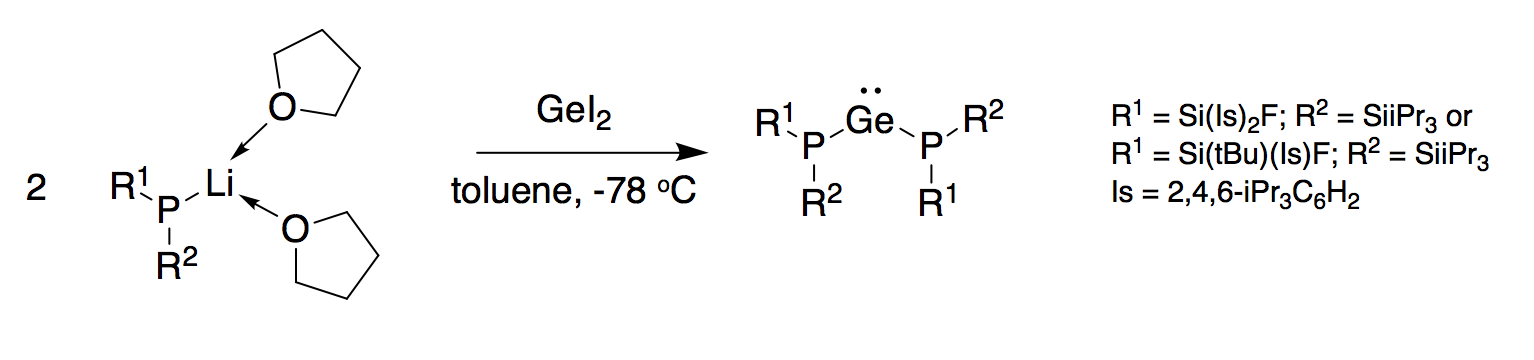
Příprava monomerních difosfagermylenů obsahující pouze σ vazby P-Ge

### P-Ge π-stabilizované difosfagermyleny

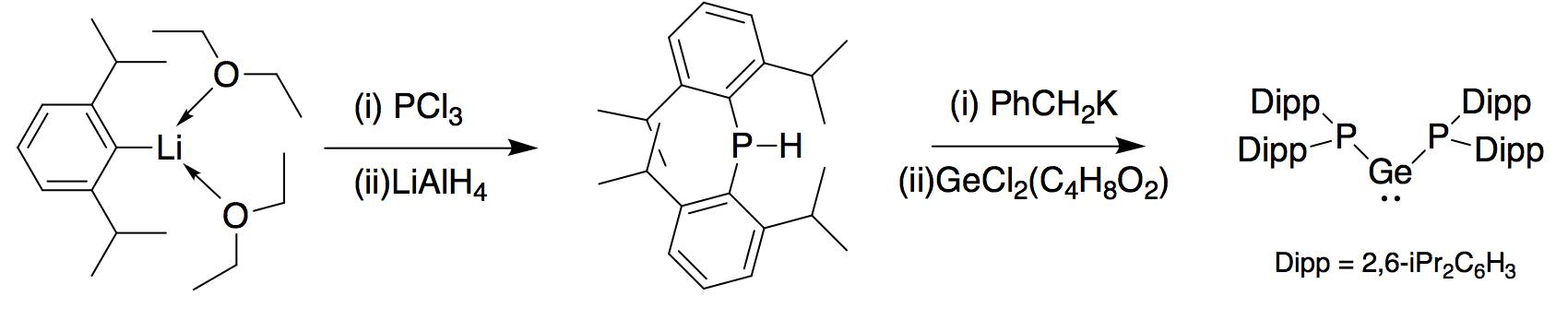
Příprava p(π)-p(π)-stabilizovaného difosfagermylenu (Dipp_{2}P)

Stericky zatížený germylenový ligand (Dipp)2PH, kde Dipp = 2,6-iPr2C6H3, byl připraven adicí chloridu fosforitého (PCl3) na DippLi-(OEt2) a následnou reakcí s hydridem lithnohlinitým (LiAlH4). (Dipp)2PH byl přidán k PhCH2K a chloridu germanatému (GeCl2), čímž se vytvořila sloučenina (Dipp2P)2Ge, mající tmavě červené krystaly, vhodné pro rentgenovou krystalografii. K identifikaci sloučeniny sloužily vícejaderná NMR a rentgenová krystalografie. Tato sloučenina je za nepřítomnosti vody a vzduchu stálá.

## Struktura

### Difosfagermyleny obsahující pouze σ vazby P-Ge (Driessův difosfagermylen)
Přestože byly získány krystaly Driessova difosfagermylenu, tak nebylo možné určit jeho strukturu rentgenovou krystalografií. Předpokládá se, že tři volné elektronové páry této sloučeniny mají Ge (4s, 4p) a P (3s, 3p) valenční orbitaly. Byl vypočítán reakční profil izomerizace E(PH2)2 (E = Si, Ge, Sn, Pb) z karbenových molekul obsahujících pouze vazby σ na tautomer obsahující trojvaznou skupinu E s vvazbou π mezi E a fosforem. Karbenová forma převažuje u křemíkových, germaniových, cínových a olověných analogů.

### P-Ge p(π)-p(π)-stabilizované difosfagermyleny: ((Dipp)2P)2Ge a ((Tripp)2P)2Ge
P-substituované analogy s těžšími prvky 14. skupiny (Si, Ge, Sn, Pb) nejsou prozkoumány tak podrobně., pravděpodobně kvůli vysokým energetickým bariérám spojeným s dosažením rovinné konfigurace na fosforu, která by umožnila p(π)-p(π) překryv volného páru fosforu s prázdným orbitalem p centrálního atomu. Rozdíly ve schopnosti dodávat π elektrony mezi fosforem a dusíkem na překryvy p(π)-p(π) nemají vliv, protože jsou u obou prvků podobné.
Atomy fosforu u všech difosfatetrylenů popsaných před ((Dipp)2P)2Ge mají pyramidální atomy P a vazby Ge-P jsou výhradně typu σ. Stericky zatížené (Dipp)P ligandy vykazují p(π)-p(π) překryvy. Tato sloučenina krystalizuje v monomerní podobě a jedná se o první krystalograficky prozkoumaný difosfagermylen s dvojvazným Ge centrem.

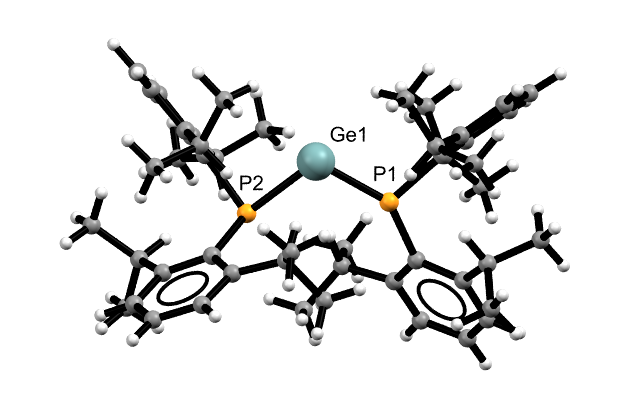
Model molekuly ((Dipp)_{2}P)_{2}Ge, s vazebnými délkami a úhly

Na základě analýzy krystalové struktury bylo zjištěno, že délky vazeb Ge-P jsou 223,37 pm (P1-Ge) a 238,23 pm (P2-Ge). Fosforové centrum u P1-Ge je pyramidální, zatímco P2-Ge je trigonální. Roviny P1-Ge-P2 a C-P1-Ge jsou téměř totožné. Tyto výsledky odpovídají násobnosti vazeb mezi trigonálním fosforem (P1) a Ge. To, že je v difosfagermylenu rovinný pouze jeden atom fosforu, způsobuje vzájemné působení volných elektronových párů fosforových atomů a prázdných orbitalů P na Ge centrech, pokud by oba fosfory byly rovinné. Tímto dochází k oslabení interakcí mezi P a Ge, které tím nepřekonají energii vytvářející rovinnou konfiguraci obou atomů P.
((Dipp)2P)2Ge byl také upraven navázáním iPr skupin do polohy para na (Dipp)2P, čímž se vytvořila sloučenina (Tripp)2P. Dodávání elektronů iPr skupinami nemělo na strukturu molekuly výrazný vliv.

#### Nukleární magnetická rezonance (NMR) roztoku a pevné látky
Za pokojové teploty byl u fosforového NMR ((Dipp)2P)2Ge pozorován jeden široký singlet na 3,2 ppm. Tento signál odpovídá rychlým vzájemným přechodům fosforových center mezi rovinnou a pyramidální geometrií. Pokud se teplota sníží na -80 C, tak signál obsahuje dva široké, stejně výrazné, singlety na -42,0 ppm a 8,0 ppm.
V NMR pevného ((Dipp)2P)2Ge se vyskytly dva stejně silné signály, na 81,9 a -61,6 ppm, jiné pozorovány nebyly. U obecných difosfagermylenů s pyramidálními fosfory se vyskytují chemické posuvy podobné jako u fosfanu.
Signály na 81,9 ppm odpovídají rovinným a na -61,6 ppm pyramidálním fosforům v ((Dipp)2P)2Ge. Toto potvrdily výsledky výpočtů podle teorie funkcionálu hustoty, předpovídající 31P NMR posuny rovinných fosforů ((Dipp)2P)2Ge na 100 a pyramidálních na -61 ppm.

#### Analýza přirozených vazebných orbitalů
Byla provedena analýza přirozených vazebných orbitalů P-Ge p(π)-p(π) systému ((Dipp)2P)2Ge. HOMO-1 se skládá z orbitalu π, vzniklého dodáváním z rovinného volného páru P do prázdného orbitalu germylenového centra. Tato vazba je ze 77 % založená na P a má o 0,3 eV vyšší energii než σ vazba P-Ge. Volný elektronový pár pyramidálního fosforového centra je sp-hybridizovaný a orientovaný ke germaniu. Volný pár germania má převážně s-povahu. Wibergovy indexy vazeb jsou 1,33 u Ge-P1 a 0,89 u Ge-P2, což odpovídá dvojné vazbě Ge-P1 a jednoduché vazbě Ge-P2. 

#### Analýza atomů v molekulách
Analýza atomů v molekulách u ((Dipp)2P)2Ge naznačuje, že vazba P1-Ge je dvojná. Řád vazby lze určit měřením elipticity, anizotropní elektronové hustoty v kritickém bodu vazby; například butan má elipticitu jednoduché vazby 0,01, ethen na dvojné vazbě 0,30 a acetylen na trojné vazbě 0,00.
Kritický bod vazby P1-Ge ((Dipp)2P)2Ge má ρ = 0,091 a její elipticita činí 0,297, což odpovídá dvojné vazbě. U kritického bodu vazby P2-Ge jsou ρ = 0,083 a elipticita 0,064. K předpovědi řádů vazeb v ((Dipp)2P)2Ge lze též použít delokalizační index. Jeho hodnota u P1-Ge je 1,275 a u P2-Ge 0,843, což odpovídá násobnosti vazby P1-Ge a vypočteným Wibergovým indexům.